# San Tomaso di Majano
San Tomaso (San Tomâs in friulano) è una frazione del comune di Majano, in Provincia di Udine.
Dista solo alcuni chilometri da Majano, come gli altri abitati contigui di Tiveriacco, Comerzo e Susans.

## Monumenti e luoghi d'interesse

### Hospitale e Chiesa di San Giovanni
L’Hospitale di san Giovanni di Gerusalemme è un complesso situato nella frazione di San Tomaso di Majano che dal 2004 è proprietà del comune.
L’Hospitale è stato fondato alla fine del XII secolo dai cavalieri di San Giovanni di Gerusalemme (poi cavalieri di Malta) nel periodo delle crociate, come risulta dalla pergamena istitutiva originale del “Portis” datata 1199.
L'Hospitale assieme alla chiesa costituiva una tappa importante della Via del Tagliamento nell'antica Via di Allemagna, che collegava l’Europa fino ai Paesi Baltici con i porti dell’Adriatico.